# Noël Paymal Lerebours
Noël Marie Paymal Lerebours (Parigi, 16 febbraio 1807 – Neuilly-sur-Seine, 23 luglio 1873) è stato un ottico e fotografo francese.
Oggi è conosciuto soprattutto per le sue Excursions Daguerriennes, libri di vedute di monumenti nel mondo, basati sulle prime fotografie poi ridisegnate a mano, come ad esempio le incisioni di acquatinta.

## Primi anni di vita
Lerebours nacque a Parigi da padre sconosciuto. Sua madre, Marie Jeanne Françoise Paymal, una sarta di Vitry-sur-Marne, lavorava in Rue Froidmanteau, Tuileries, Parigi. La madre poi sposò Jean Lerebours, un ottico, che adottò il bambino l'11 giugno 1836. Alla morte del padre adottivo, Lerebours rilevò il negozio di ottica in Place du Pont-Neuf e formò una partnership con Marc Secretan nel 1845, l'azienda nota come Lerebours et Secretan. Oltre a produrre lenti e occhiali di alta qualità per osservatori astronomici, negli anni 1840-1850 Lerebours si interessò ugualmente a migliorare la fotografia dagherrotipica.

## Carriera
Nell'autunno del 1839, Lerebours usò la sua abilità nell'ottica per produrre e vendere una fotocamera a piastra intera a scatola scorrevole, copiata dal manuale di istruzioni dello strumento pionieristico di Daguerre.
Lerebours notò nel 1842 che in soli due mesi aveva scattato 1500 ritratti. Tra questi c'erano i dagherrotipi del re, Luigi Filippo di Francia e della regina Amelia, nel giugno o luglio 1842. Lerebours e Antoine Claudet hanno scattato i ritratti reali a una distanza di 2 metri sfruttando la luce del giorno dalle grandi finestre del palazzo delle Tuileries. Il tempo di esposizione è stato di 85 secondi utilizzando fotocamere con doppio obiettivo da 1/4 di piastra.

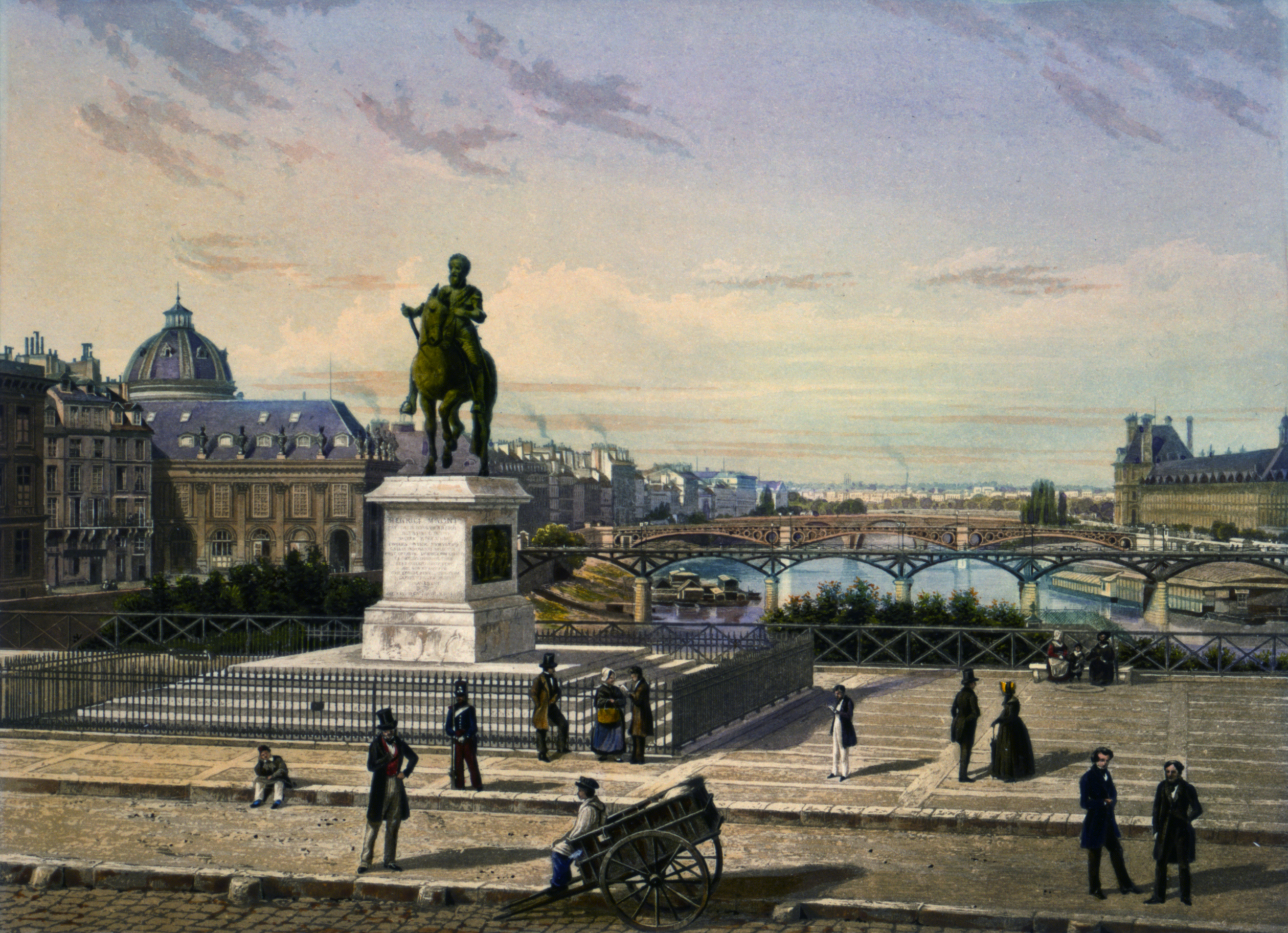
Incisione all'acquatinta "Veduta dal Pont Neuf, Parigi " da Lerebours' Excursions Daguerriennes

Scattò una prima fotografia astronomica, del sole, in quello stesso anno, il 1842, ma la lastra rivelava pochi dettagli della superficie dell'astro a causa della sovraesposizione (solarizzazione). Il suo collega Hippolyte Fizeau, in collaborazione con il fisico Jean Bernard Léon Foucault, realizzò la prima tavola con le macchie solari nel 1844. Il suo studio divenne presto un importante luogo di incontro e centro di innovazione nella fotografia dagherrotipica. Lavorò con Fizeau e Marc Antoine Gaudin, con i quali sosteneva di poter realizzare immagini in un decimo di secondo, cosa eccezionale per l'epoca. Le prime fotografie di lastre sono state provate utilizzando i metodi di sensibilizzazione di Fizeau. Nella sua bottega c'erano dagherrotipi panoramici della Senna, oggi conservati nel Museo Carnavalet.
Lerebours è noto per le sue Excursions Daguerriennes, libri di vedute dei monumenti del mondo, basati sulle prime fotografie, prodotti a Parigi in una serie di volumi in abbonamento tra il 1841 all'alba della fotografia e il 1864. Alcune delle fotografie, delle cascate del Niagara ma anche di Roma e Parigi, sono state scattate dal chimico industriale inglese Hugh Lee Pattinson. Questi furono poi trasferiti su incisioni per illustrare le escursioni Daguerriennes di Lerebours (Parigi, 1841–1864). Tuttavia, il processo manuale di traduzione delle fotografie in incisioni con acquatinta ha tolto l'immediatezza dei veri dagherrotipi, qualunque siano i guadagni di qualità.
Nel 1851, Lerebours fu uno dei fondatori della prima società fotografica, la Société Héliographique, assieme a Auguste Mestral e a Joseph Vigier.
Lerebours si ritirò nel 1855. Morì a Neuilly-sur-Seine.

## Musei e gallerie
- Metropolitan Museum of Art[13] (3 opere)
- Getty Museum[14] (2 opere)
- Musée d'Orsay (in mostra, 2006)[9]

## Lavori
Lerebours ha pubblicato i seguenti libri (in francese, con traduzioni in inglese come indicato).
- Descrizione dei microscopi acromatici semplificati (1839)
- Escursioni daguerriennes : vues et monumenti les plus remarquables du globe (2 volumi, 1840–1844)
- Derniers perfectnements apportés au daguerréotype, con Marc Antoine Gaudin (1841)
- Traité de photographie, derniers perfectnements apportés au daguerréotype (4ª edizione, 1843)

--- Un trattato di fotografia (traduzione inglese)
- Istruzioni pratiche sui microscopi, contenuto nella descrizione dei microscopi acromatici simplifés (3ª edizione, 1846)
- De l'emploi des lunettes pour la conservazione de la vue (1861)

## Excursions daguerriennes
Acquatinte basate su dagherrotipi pubblicate da Lerebours nelle sue Excursions daguerriennes nel 1842.

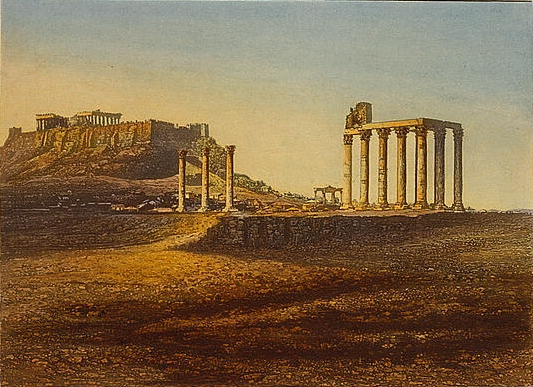
L'Acropoli, Atene
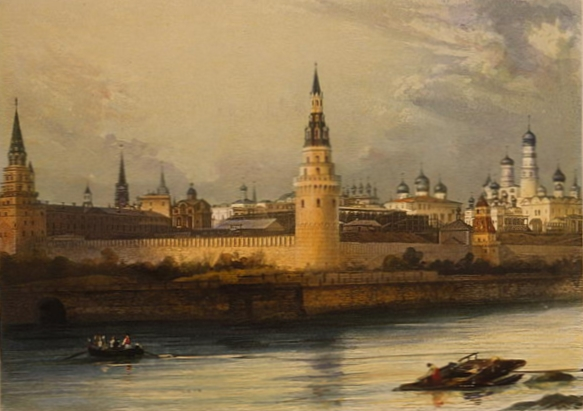
Il Cremlino, Mosca
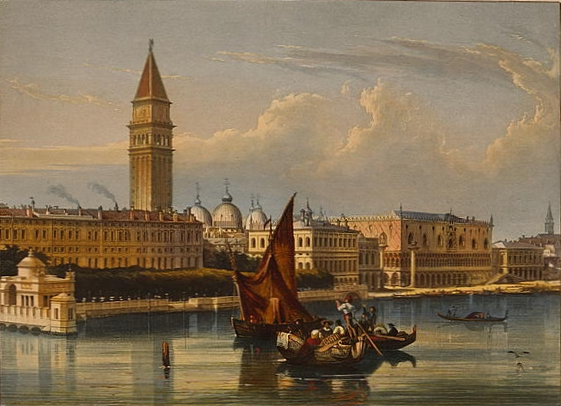
Ingresso al Canal Grande, Venezia
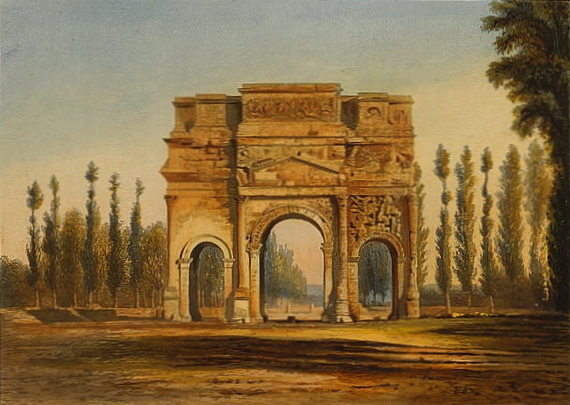
L'Arco di Trionfo dell'Orange
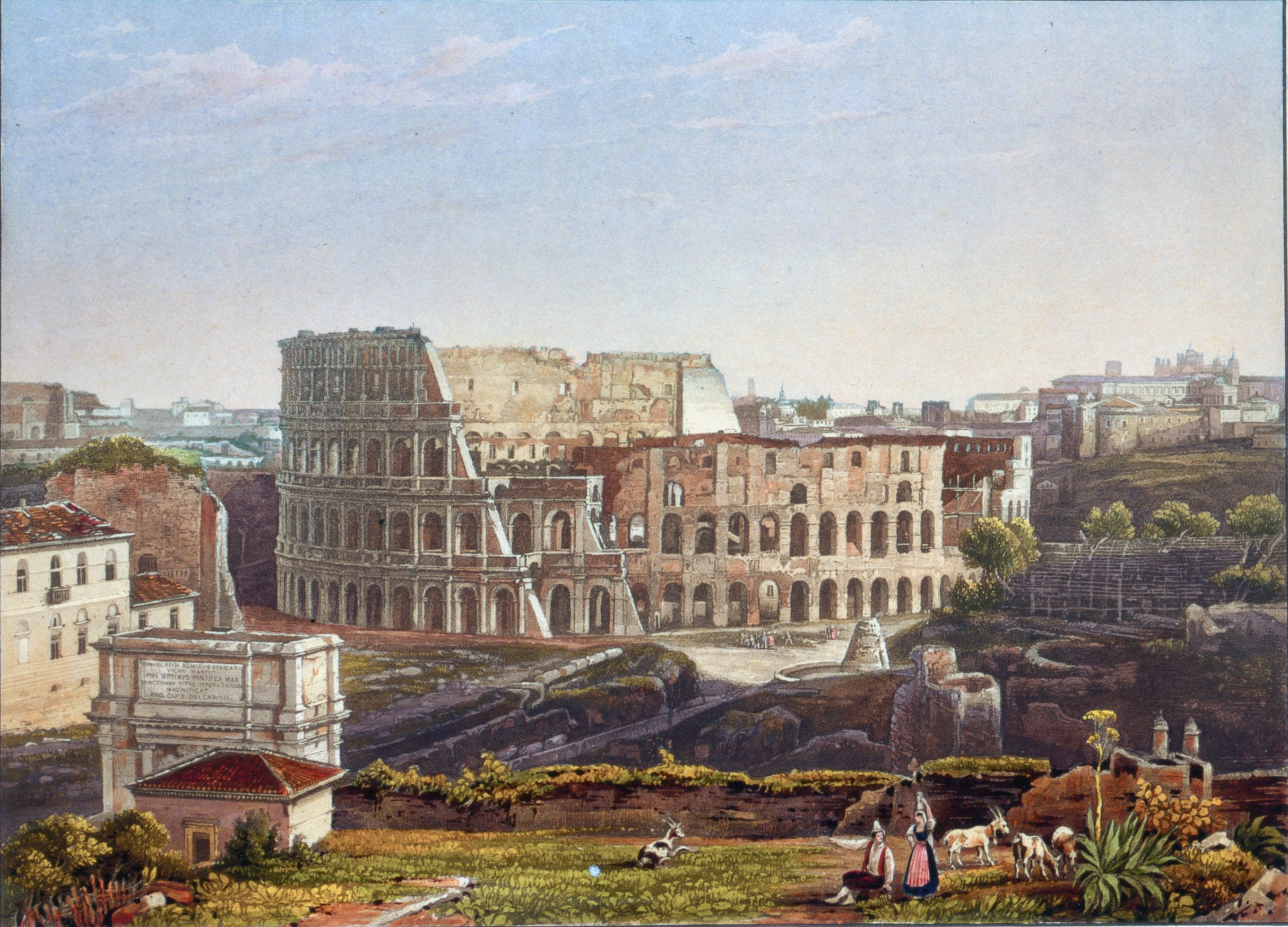
Il Colosseo, Roma